# 森永大
森永 大（もりなが ひろし、1925年12月27日 - 1995年3月18日）は、日本の政治家。福井県大野市出身。札幌文科専門学院（現札幌学院大学）経済本科中退。元・北海道歌志内市長（1980年-1988年）。

## 経歴
1951年歌志内町役場に入り、税務課長、水道課長、民生部長を経て、1971年同市助役。1980年に歌志内市市長選挙に出馬し当選。以後、2期8年市政を担うが、1988年の市長選挙で落選。1995年3月18日、肝臓癌のため死去。
囲碁、観劇、絵画を好んだという。